# Anthophora appletoni
Anthophora appletoni är en biart som beskrevs av Cockerell 1946. Anthophora appletoni ingår i släktet pälsbin, och familjen långtungebin. Inga underarter finns listade i Catalogue of Life.